# إنسيلادوس (ابن إيجيبتوس)
في الأساطير اليونانية، كان إنسيلادوس (باليونانية القديمة: Ἐγκέλαδος Enkélados) أميرًا مصريًا وأحد أبناء الملك إيجيبتوس.

## عائلة
كانت والدة إنسيلادوس هي أرجيفيا، وهي امرأة من دم ملكي، وبالتالي فهو الأخ الشقيق لينسيوس وبروتيوس وبوسيريس وليكوس ودايفرون. في بعض الروايات، يمكن أن يكون ابنًا لأيجيبتوس إما من يوريرو، ابنة إله النهر نيلوس، أو من إيساي، ابنة الملك أغنور ملك صور.

## الأساطير
عانى إنسيلادوس نفس مصير إخوته الآخرين، باستثناء لينسيوس، عندما قُتلوا في ليلة زفافهم على يد زوجاتهم اللواتي أطعن أمر والدهن الملك دانوس ملك ليبيا. تزوج إما من دانايد تريت أو أميمون، ابنة دانوس وأوروبا.